# Estadio Los Pinos
El Estadio Municipal Los Pinos es un estadio de fútbol ubicado en la ciudad de Cuautitlán de Romero Rubio), en el Estado de México. Tiene una capacidad de 5000 personas todas sentadas en las tribunas. Actualmente es casa del Atlético Aragón, Deportivo Dongu de la Liga Premier y del Club Deportivo Cuervos Blancos de la Liga TDP.
También lo es de la recién creada Selección Hispanohablante.

## Historia
Este estadio fue construido con la finalidad de llevar el deporte a este municipio mexiquense y activar a la población y prontamente se pensó en llevar un equipo profesional para que tuviera un mejor fin este recinto y así fue cuando se fundó el club Cuautitlán en 1996, fue financiado por el filántropo y multimillonario Juan Carlos Guerrero Landeros

## Dirección
Calle Zaragoza 208 Planta Alta.